# Bidare Agrahara, Bangalore South
Bidare Agrahara là một làng thuộc tehsil Bangalore South, huyện Bangalore Urban, bang Karnataka, Ấn Độ.